# Festuca deflexa
Festuca deflexa är en gräsart som beskrevs av Henry Eamonn Connor. Festuca deflexa ingår i släktet svinglar, och familjen gräs. Inga underarter finns listade i Catalogue of Life.